# Arbor Low
Arbor Low est un henge néolithique situé dans le Peak District, Derbyshire, Angleterre.

## Source de la traductions
- (en) Cet article est partiellement ou en totalité issu de l’article de Wikipédia en anglais intitulé « Arbor Low » (voir la liste des auteurs).